# Atletiek op de Paralympische Zomerspelen 2024 - Marathon mannen T54
De marathon voor mannen klasse T54 op de Paralympische Zomerspelen 2024 vond plaats op 8 september, de start was in het park Georges Valbon te La Courneuve een gemeente in het Franse departement Seine-Saint-Denis (regio Île-de-France). De finish lag bij het Hôtel des Invalides in het 7e arrondissement van Parijs. Deze klasse is voor atleten met onderbreking van de zenuwen in de lagere delen van de rug, zonder beenfunctie, maar met een bijna volledige armfunctie en een redelijke tot normale rompfunctie. Dit is een gecombineerde klasse met T53. De winnaar van 2020 was Marcel Hug uit Zwitserland, die in 2024 zijn titel wist te prolongeren. Jin Hua uit China behaalde het zilver en de Japanner Tomoki Suzuki won de bronzen medaille.

## Records
Voorafgaand aan het toernooi waren dit het wereldrecord en het Paralympisch record.
| Wereldrecord        | Zwitserland Marcel Hug  | 1:17:47 | Ōita   | 9 mei 2024        |
| Paralympisch record | Australië Kurt Fearnley | 1:23:17 | Peking | 17 september 2008 |

## Uitslag
| Rang   | Kl. | Naam                  | Naam | Tijd    | Bijz. |
| ------ | --- | --------------------- | ---- | ------- | ----- |
| Goud   | T54 | Marcel Hug            | SUI  | 1:27:39 |       |
| Zilver | T54 | Jin Hua               | CHN  | 1:31:19 | SB    |
| Brons  | T54 | Tomoki Suzuki         | JPN  | 1:31:23 |       |
| 4      | T54 | Daniel Romanchuk      | USA  | 1:32:23 |       |
| 5      | T54 | David Weir            | GBR  | 1:32:27 |       |
| 6      | T54 | Luo Xiangchuan        | CHN  | 1:36:20 | SB    |
| 7      | T54 | Aaron Pike            | USA  | 1:36:23 |       |
| 8      | T54 | Ryota Yoshida         | JPN  | 1:37:15 |       |
| 9      | T54 | Jetze Plat            | NED  | 1:39:47 | SB    |
| 10     | T54 | Francisco Sanclemente | COL  | 1:46:27 |       |
| 11     | T53 | Brian Siemann         | USA  | 1:51:56 |       |
| 12     | T53 | Yoo Byunghoon         | KOR  | 1:52:05 | SB    |
| —      | T54 | Ma Zhuo               | CHN  | DNF     |       |